# Acciano
Acciano község (comune) Olaszország Abruzzo régiójában, L’Aquila megyében.

## Fekvése
A megye északkeleti részén fekszik. Határai: Caporciano, Molina Aterno, Navelli, San Benedetto in Perillis, Secinaro és Tione degli Abruzzi.

## Története
Első írásos említése 1028-ból származik. A következő századokban nemesi birtok volt. Önállóságát a 19. század elején nyerte el, amikor a Nápolyi Királyságban felszámolták a feudalizmust.

## Népessége
A népesség számának alakulása:

## Főbb látnivalói
- Sirente-Velino Regionális Park
- egy középkori erődítmény romjai a községhez tartozó Roccaperturóban
- Madonna delle Grazie-templom
- Santa Petronilla-templom
- San Pietro-templom